# Fathia Nkrumah

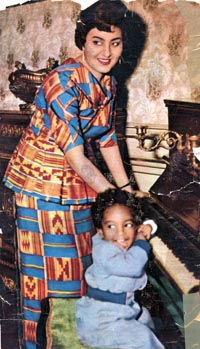
Fathia Nkrumah mit Sohn Gamal (1972)

Helena Ritz Fathia Nkrumah [nər' krʊ'mɑr] (geborene Fathia Halim Rizk, arabisch فتحية حليم رزق; * 22. Februar 1932 in Zeitoun, Königreich Ägypten; † 31. Mai 2007 in Kairo) war die ägyptischstämmige Frau von Kwame Nkrumah, dem ersten Präsidenten des unabhängigen Ghana und als solche die erste First Lady des Staates.

## Jugend
Fathia Nkrumah wurde in eine koptisch-christliche Familie geboren und wuchs in Zeitoun, einem Stadtteil von Kairo, auf. Ihr Vater arbeitete als Verwaltungsbeamter bei der Ägyptischen Telefongesellschaft und starb früh, so dass ihre Mutter die fünf Kinder allein großziehen musste.
Nach dem Schulabschluss studierte sie Französisch und arbeitete als Lehrerin an ihrer Schule in Zeitoun, Notre Dame des Apôtres. Da ihr das Unterrichten keine Freude machte, nahm sie eine Arbeit in einer Bank an.

## Ehe
Kwame Nkrumah schickte seinen Freund Alhaji Saleh Said Sinare los, um ihm eine christliche Frau aus Ägypten zu suchen. Fünf Frauen standen zur Wahl und Kwame Nkrumah machte Fathia einen Heiratsantrag. Ihre Mutter war nicht damit einverstanden, dass ein weiteres ihrer Kinder einen Ausländer heiraten und das Land verlassen werde, nachdem Fathias Bruder Ägypten mit seiner englischen Frau verlassen hatte.
Fathia erklärte später, Nkrumah sei wie Gamal Abdel Nasser ein antikolonialer Held gewesen, ihre Mutter habe sich jedoch geweigert, mit ihr über ihn zu sprechen oder die Ehe zu segnen. Nkrumah heiratete Fathia am Silvesterabend 1957 nach ihrer Ankunft in Ghana in Christiansborg in Accra.

## Exil und späteres Leben
Fathia Nkrumah war Mutter von drei kleinen Kindern, als ihr Mann am 24. Februar 1966 bei Ghanas erstem erfolgreichen Militärputsch gestürzt wurde. Sie musste ihre Kinder nach Kairo bringen, um sie dort aufwachsen zu lassen, während ihr Mann ins Exil nach Guinea ging. Ihre Kinder waren Gamal (geboren 1958), Sékou (geboren 1964) und Samia Nkrumah (geboren 1960). Alle Kinder haben eine politische Karriere eingeschlagen. Ihre Tochter Samia Nkrumah war von 2011 bis 2015 Vorsitzende der von ihrem Vater gegründeten ghanaischen Convention People’s Party (CPP).

## Tod
Fathia starb am 31. Mai 2007 im Nile Badrawi Hospital in Kairo nach einem Schlaganfall am Ende einer längeren Krankheitszeit. Ihre Gedenkmesse hielt in der Markuskathedrale in Kairo Papst Schenuda III. am 1. Juni 2007. Ihre sterblichen Überreste wurden nach Ghana geflogen, wo eine Trauerfeier im Parliament House of Ghana zelebriert wurde. Entsprechend ihrem „lebenslangen Wunsch“ („lifelong request“) wurde sie neben ihrem Ehemann im Kwame Nkrumah Mausoleum (Kwame Nkrumah Memorial Park) beigesetzt.